# Grete Eliassen
Pour les articles homonymes, voir Eliassen.
Grete Eliassen, née le 19 septembre 1986 à St. Louis Park est une skieuse acrobatique américaine d'origine norvégienne spécialiste du half-pipe et du slopestyle. Elle a gagné deux fois les Winter X Games en half-pipe en 2005 et 2006.

## Palmarès

### Championnats du monde
| Édition/Discipline         | Half-pipe | Slopestyle |
| Mondiaux 2005 (Ruka )      | Bronze    | —          |
| Mondiaux 2011 (Park City ) | —         | 7e         |
| Mondiaux 2013 (Voss )      | —         | Bronze     |

### Coupe du monde
- Première participation : en janvier 2013.
- 1 podium en slopestyle.

### Winter X Games
- 2005 :  médaille d'or du half-pipe à Aspen.
- 2006 :  Médaille d'or du half-pipe à Aspen.
- 2007 :  médaille d'argent du half-pipe à Aspen.
- 2009 :  Médaille d'argent du slopestyle à Aspen.
- 2010 :  médaille de bronze du slopestyle à Aspen.
- 2011 :  Médaille de bronze du slopestyle à Aspen.